# Odostomia gabrielensis
Odostomia gabrielensis är en snäckart. Odostomia gabrielensis ingår i släktet Odostomia och familjen Pyramidellidae. Inga underarter finns listade i Catalogue of Life.